# Volo KLM Cityhopper 433
Il volo KLM Cityhopper 433 era un volo passeggeri di linea internazionale da Amsterdam, Paesi Bassi, a Cardiff, Galles, nel Regno Unito. Il 4 aprile 1994, il Saab 340B operante il volo si schiantò durante un atterraggio di emergenza all'aeroporto di Amsterdam-Schiphol, provocando la morte di 3 persone e il ferimento di altre 9.
L'incidente è stato causato da un addestramento inadeguato del pilota e da un guasto al sensore difettoso, che ha portato alla perdita di controllo durante la riattaccata.

## L'aereo
Il velivolo coinvolto era un Saab 340B, marche PH-KSH, numero di serie 340B-195. Volò per la prima volta nel maggio 1990 e venne consegnato a KLM Cityhopper il mese successivo. Era spinto da due motori turboelica General Electric CT7-9B. Al momento dell'incidente, l'aereo aveva quasi 4 anni e aveva accumulato 6,558 ore di volo.

## L'equipaggio
Il comandante, il 37enne Gerrit Lievaart, lavorava per la KLM Cityhopper dal 2 marzo 1992. Aveva registrato un totale di 2 605 ore di esperienza di volo, di cui 1 214 sui Saab 340. Tuttavia, i registri del suo addestramento rivelarono che aveva fallito due sessioni nelle quali si simulava un guasto ai motori e gli era stato assegnato il voto più basso. Il primo ufficiale, il 34enne Paul Stassen, lavorava per la KLM Cityhopper dal 27 gennaio 1992. Aveva un totale di 1 718 ore di volo, di cui 1 334 sui Saab 340.

## L'incidente
L'aereo decollò dalla pista 24 dell'aeroporto di Amsterdam-Schiphol alle 14:19 ora locale, con il comandante Lievaart come pilota ai comandi. Alle 14:30, i piloti ricevettero un falso allarme di bassa pressione dell'olio nel motore destro, causato da un cortocircuito. Mentre il primo ufficiale Stassen consultava la checklist di emergenza, il comandante impostò unilateralmente la potenza del motore destro al minimo, probabilmente per ridurre il rischio di danni. Tuttavia, il manometro dell'olio mostrava ancora un valore sopra i 30 PSI, indicando che la pressione dell'olio era entro i limiti di sicurezza e che l'avvertimento era fuorviante. La checklist raccomandava di continuare le normali operazioni di volo, date le circostanze.
Tuttavia, Lievaart non ridiede potenza, lasciando l'aereo in volo con un solo motore. Quando il Saab si avvicinò al livello di volo 170 (17 000 piedi (5 200 m)), la perdita di potenza ridusse le prestazioni del velivolo che faticava a salire ulteriormente. L'equipaggio mal interpretò questo fattore come la diminuzione della pressione dell'olio dal motore destro, a conferma del fatto che il motore fosse difettoso. Dichiararono un pan-pan alle 14:33, chiedendo di tornare a Schiphol.
Il comandante Lievaart non aveva previsto le conseguenze del volo con un motore al minimo e non fu in grado di stabilizzare l'avvicinamento finale alla pista 06. La situazione fu aggravata da un vento in coda di 8 nodi (15 km/h). Disattivò anche l'autopilota, mentre Stassen neutralizzò l'assetto del timone, il tutto per compensare la spinta asimmetrica. Durante questo periodo, il velivolo scese al di sotto del sentiero di discesa e la velocità diminuì a 115 nodi (213 km/h), al di sotto della velocità di avvicinamento impostata di 125 nodi (232 km/h). In risposta, il comandante aumentò la coppia sul motore sinistro, facendo virare l'aereo a destra della pista. L'equipaggio non applicò una correzione aggiuntiva del timone per correggerla, affidandosi invece agli alettoni.
Ad un'altezza di 45 piedi (14 m), Lievaart decise di eseguire un riattaccata e diede tutta la potenza al motore sinistro, lasciando il motore destro al minimo. I piloti continuarono a utilizzare solo gli alettoni per contrastare lo squilibrio di spinta. L'aereo rollò a destra e beccheggiò, mentre la velocità scese a 105 nodi (194 km/h), facendo attivare l'allarme di stallo. In seguito venne applicata una correzione al timone, deflettendolo completamente 8 secondi dopo, ma l'aereo era irrecuperabile poiché la velocità era scesa a 93 nodi (172 km/h) e l'inclinazione a destra era aumentata a 80 gradi.
Alle 14:46, il piccolo aereo si schiantò in un campo appena fuori dall'aeroporto, a 560 metri dalla pista. Delle 24 persone a bordo morirono in 3: il comandante Lievaart e 2 passeggeri. Dei 21 sopravvissuti 9 riportarono delle ferite gravi, compreso il primo ufficiale Stassen. A causa dell'amnesia causata dall'incidente, non riuscì mai a ricordare cosa fosse accaduto.

## Le indagini

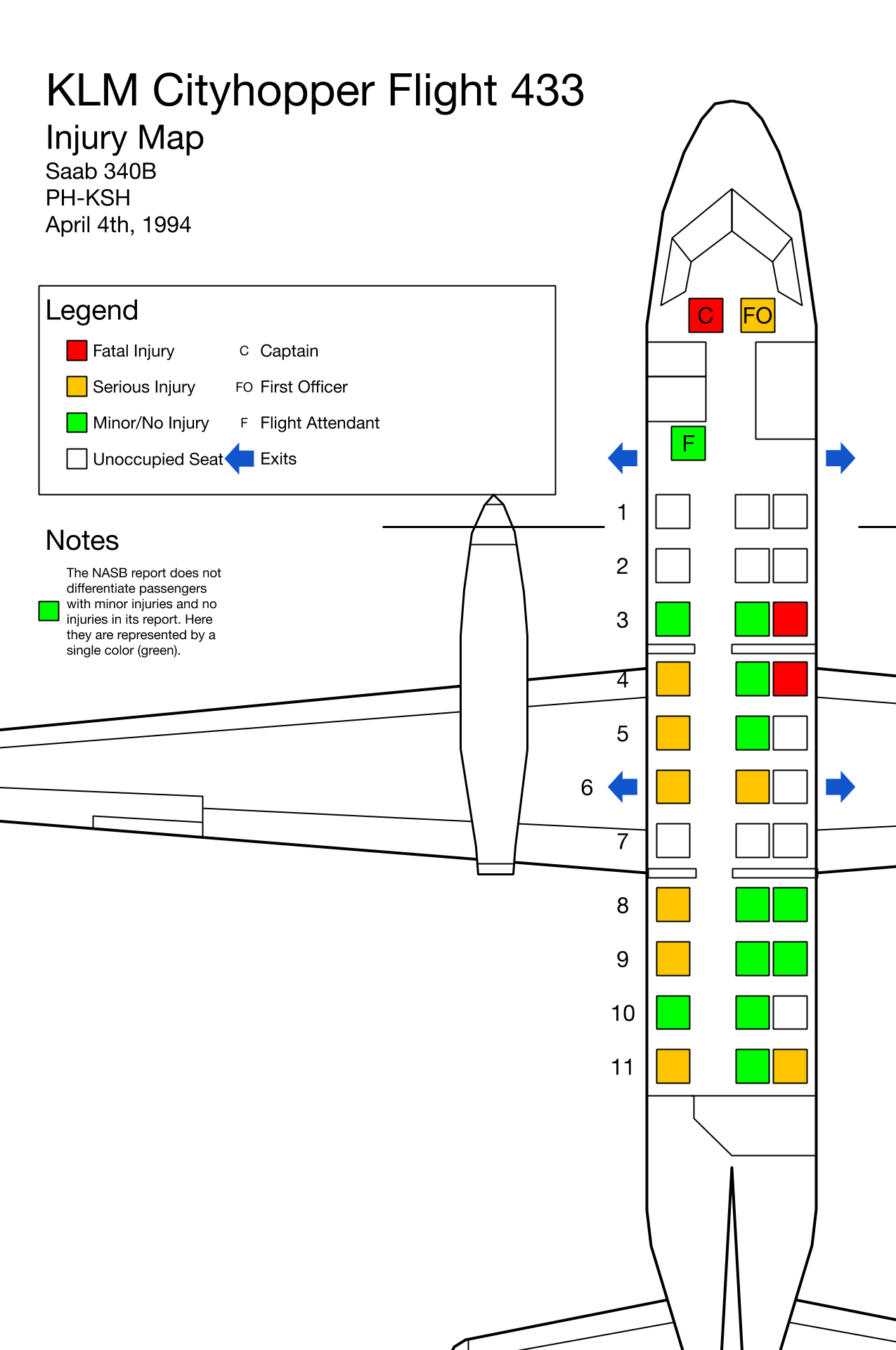
Tabella dei posti a sedere sul Volo KLM Cityhopper 433 in base al rapporto della NASB, che rivela la posizione dei passeggeri, la gravità delle ferite e i decessi.

Il rapporto finale del Netherlands Aviation Safety Board concluse che l'errore del pilota, dovuto ad un uso inadeguato dei controlli di volo durante una situazione di spinta asimmetrica, con conseguente perdita di controllo, era da considerarsi la causa principale dell'incidente. Inoltre, il rapporto includeva raccomandazioni dirette alla KLM, come il miglioramento della formazione sulla gestione delle risorse dell'equipaggio, delle tecniche di valutazione dei piloti e del manuale in condizioni di volo con un motore al minimo. Inoltre, il rapporto rilevava che l'incidente fece ben poche vittime, con la morte del comandante attribuibile al non aver indossato le cinture delle spalle.

## Nella cultura di massa
L'incidente del volo 433 della KLM Cityhopper è stato analizzato nell'episodio Errori fatali della diciannovesima stagione del documentario canadese Indagini ad alta quota trasmesso dal National Geographic Channel.